# Agapetus crasmus
Agapetus crasmus är en nattsländeart som beskrevs av Ross 1939. Agapetus crasmus ingår i släktet Agapetus och familjen stenhusnattsländor. Inga underarter finns listade i Catalogue of Life.